# Зелёный арасари
Зелёный арасари (лат. Pteroglossus viridis) — вид птиц рода арасари семейства тукановых. Подвидов не выделяют. При длине тела 30-40 см и массе 110—160 г является одним из самых мелких представителей в семействе тукановых.

## Распространение
Зелёные арасари обитают только в некоторых странах Южной Америки. Живут в джунглях Колумбии, Венесуэлы, на севере Боливии, Гвиане и Бразилии на высоте до 800 м над уровнем моря.

## Размножение
Яйца зелёные арасари обычно всегда откладывают в дупла, выдолбленные другими дятлами. Эти же дупла они используют для ночёвки где помещаются даже по несколько птиц. Откладывает зелёный арасари 2-4 яйца.